# أفرو 529
أفرو 529 (بالإنجليزية: Avro 529)‏ هي قاذفة قنابل طويلة المدى، ذات سطحين وبمحركين. أنتجت في المملكة المتحدة. من صناعة أفرو. كان أول طيران لها في 1917. صنع منها 2 طائرة.